# Caenoplana daemeli
Caenoplana daemeli is een platworm (Platyhelminthes). De worm is tweeslachtig. De soort leeft in of nabij zoet water.
Het geslacht Caenoplana, waarin de platworm wordt geplaatst, wordt tot de familie Geoplanidae gerekend. De wetenschappelijke naam van de soort werd, als Geoplana daemeli, voor het eerst geldig gepubliceerd in 1899 door Graff.

## Synoniemen
- Geoplana daemeli Graff, 1899
  - Australopacifica daemeli (Graff, 1899)